# Chiesa dei Santi Pietro e Paolo (Anfo)
La chiesa dei Santi Pietro e Paolo è la parrocchiale di Anfo, in provincia e diocesi di Brescia; fa parte della zona pastorale dell'Alta Val Sabbia.

## Storia
In origine la comunità di Anfo dipendeva dalla pieve d'Idro; nel XV secolo se ne affrancò venendo eretta a parrocchia autonoma, con sede nella vecchia chiesetta di San Giovanni.

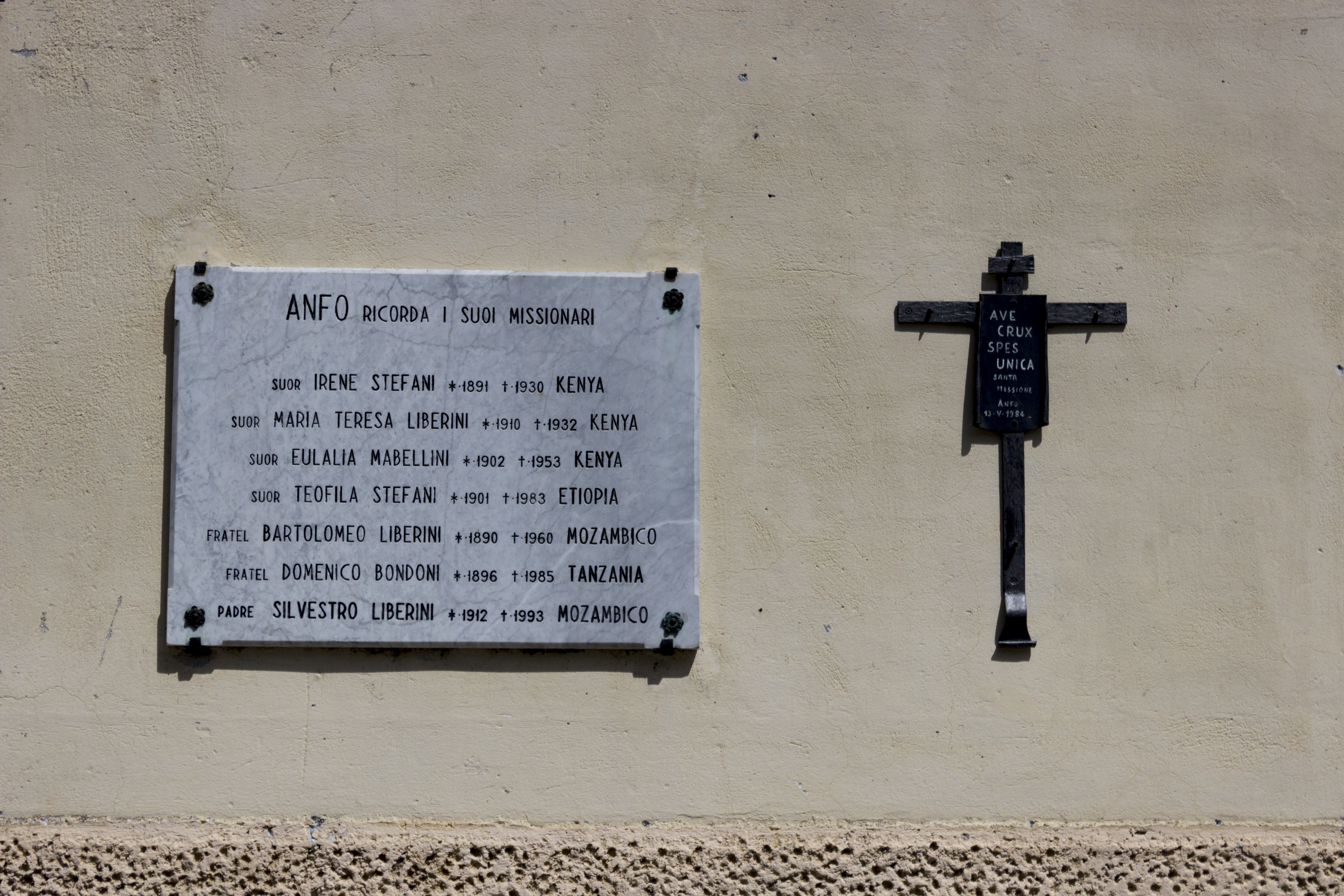
Targa apposta sull'esterno della chiesa

Sempre nel Quattrocento venne costruita la nuova parrocchiale, dedicata ai Santi Pietro e Paolo; nel XVI secolo la struttura fu rimaneggiata e in quell'occasione venne rifatta l'abside.
Nel XVII secolo la chiesa fu riedificata, per poi venir consacrata nel 1670; nel 1847 l'edificio fu oggetto di un rifacimento, voluto dall'allora parroco don Grazio Cossali, mentre poi la facciata venne completata nel 1907 su progetto di Marsilio Vaglia.

## Descrizione

### Facciata
La facciata della chiesa, che è a capanna e composta da un solo ordine, è tripartita da quattro lesene e presenta il portale d'ingresso timpanato e il rosone, realizzato nel 1950, il cui vetro raffigura il Pellicano che nutre i suoi piccoli; è coronata dal timpano triangolare in aggetto.

### Interno

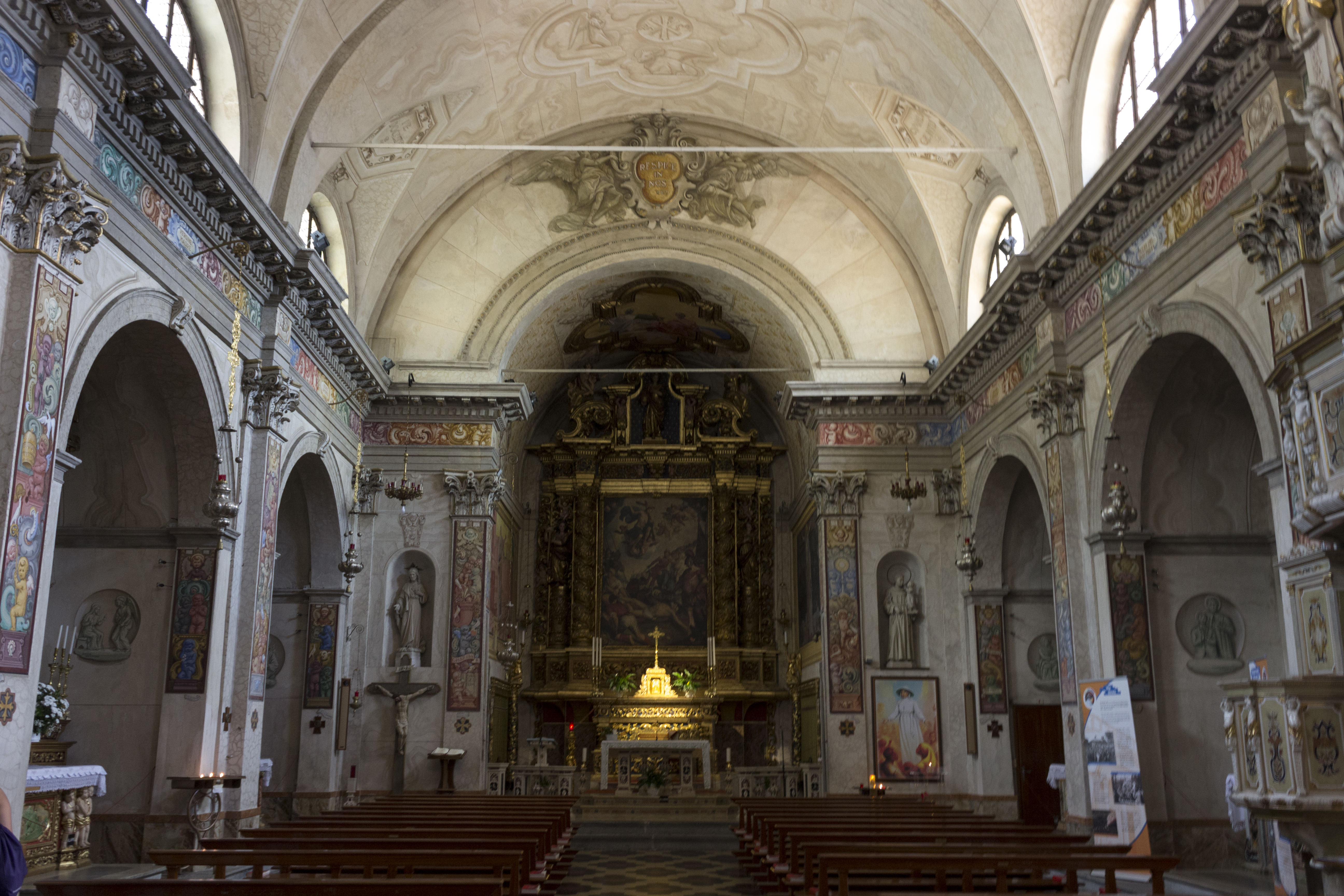
L'interno

L'interno dell'edificio è composto da un'unica navata, sulla quale si affacciano le cappelle laterali e che è coperta da volta a botte; al termine dell'aula si sviluppa il presbiterio, sopraelevato di alcuni gradini, che è a pianta quadrangolare e che delimitato dalle balaustre.
Opere di pregio qui conservate sono gli affreschi ritraenti la Beata Vergine Addolorata, San Pietro, San Paolo, San Defendente e San Lorenzo Martire, la tela avente come soggetto il Sacro Cuore, eseguita dal saloino Giovanni Andrea Bertanza nel 1604, e la pala dell'altare maggiore, dipinta da Grazio Cossali nella prima metà del XVII secolo.